# الشبحة (قرية)
الشبحة هي قرية تابعة لمحافظة املج التابعة لإمارة تبوك وهي قرية جبلية تقع غرب المملكة العربية السعودية على ارتفاع ما بين 1800م و2000م عن سطح البحر.

## سبب التسمية
كما ورد على لسان أهلها بأن الشبحة تعني الأرض المنبسطة ذات المياه[ ؟ ] السطحية القليلة، وهي بالمناسبة أرض لا تتجاوز مساحتها الإجمالية عن 5000كلم مربع وقد تمّ إطلاق هذا الاسم على جميع القرى[ ؟ ]، والبالغ عددها أكثر من 14 قرية في عام 1385هـ عندما تمّ إنشاء مركز فيها ومن هذه القرى: الشبحة، السليمية، شثاث، الحرة، الصرى ، حضر، الشفية، العيينات، السدا، الورقة، حراض، ثميم، الخطة، السديرة، سمر.

## الموقع
تقع قرية الشبحة في غرب المملكة العربية السعودية وتحديداً إلى الشمال الشرقي من محافظة ينبع البحر
```
على 
خط طول
 38,5 شرقاً و25 درجة شمالاً
```

## الطرق إلى الشبحة
هناك أربعة طرق تستطيع من خلالها الوصول إلى مركز الشبحة وهي على النحو التالي
1- ينبع البحر - العيص - الشبحة :- وهذا الطريق مسفلت إلى مركز الشبحة والمسافة من ينبع إلى الشبحة عبر هذا
```
الطريق هي (210كلم).
```

2- ينبع البحر - عدان - الشبحة :- بعد قرية الفقعلي تتجه يساراً عبر وادي رخو مسفلته حتى تصل إلى الشبحة
```
3- 
ينبع البحر
 - 
املج
 - الشبحة :- بعد الوصول إلى 
املج
 تتجه شرقاً ولمسافة 90 
كيلو متر
 مسفلته حتى تصل
إلى الشبحة
```

4- ينبع البحر - الشبحة :- وهو أقصر الطرق على الإطلاق حيث إن المسافة لا تتجاوز التسعين كيلو متر
ولكنه طريق غير مسفلت وفيه الكثير من العقبات خاصة عندما تصل إلى ريع نفر (أكثر من عشرين كيلو متر صعوداً في الجبل)

## المناخ
يمتاز مناخ الشبحة بالثبات طول الموسم حيث يكون شديد البرودة في فصلي الشتاء والربيع ومعتدل إلى بارد خلال فصلي الصيف والخريف. أمّا خلال فصل[ ؟ ] الصيف فيكون الجو متقارب جداً طوال أيام هذا الفصل حيث تتوزع درجات الحرارة على النحو التالي خلال اليوم الواحد :-
1- من الساعة الثالثة عصراً وحتى الساعة السابعة مساءً : درجة الحرارة تتراوح بين 20 و23 درجة وهذا يعني أن الجو خلال هذه الفترة معتدل.
2- من الساعة الثامنة مساءً وحتى الثانية عشر عند منتصف الليل : درجة الحرارة تنخفض إلى مادون 20 درجة وهذا يعني بأن الجو بارد.
3- من الساعة الواحدة صباحاً وحتى الساعة السادسة صباحاً :- تنخفض درجة الحرارة إلى مادون 18 درجة وهذا يعني بأن الجو بارد جداً.
4- من الساعة السابعة صباحاً إلى الساعة العاشرة صباحاً :- تبدأدرجات الحرارة بالارتفاع تدريجياً إلى أن تصل أقصى درجة لها عند الساعة العاشرة والنصف 25 درجة.
5- من الساعة الحادية عشرة وحتى الساعة الثانية ظهراً :- يكون الجو دافئاً خلال هذه الفترة حيث ترتفع درجات الحرارة إلى أن تصل إلى 28 درجة

## المناطقالأثرية[؟]والسياحية
```
الشبحة منطقة 
سياحية
 بالدرجة الأولى خلال فصل الصيف لما تتمتع به من أجواء شتوية وربيعية
فإذا أخذنا في الحسبان بأنه كلما إرتفعنا 150 متراً عن سطح البحر فإن الحرارة تنقص درجة واحدة
فإذا كانت درجة الحرارة في ينبع تبلغ 40 درجة مئوية فهذا يعني أن درجة الحرارة في الشبحة
تبلغ 30 درجة مئوية يعني الفرق دائماً سيكون (10 درجات) ليلاً ونهاراً.
```

وهناك الكثير من المناطق السياحية كالهزم أو المهرة وهي عبارة عن أخدود كبير جداً يصعب
على المرء الاقتراب منه كثيراً ولكنه رائع جداً والمناظر فيه جميلة وفاتنة تغريك بالنزول لأسفل هذا الأخدود
```
وإذا ماجاء فصل الشتاء وهطلت 
الأمطار
 فإن هذا الأخدود يتحول إلى 
شلال
 كبير جداً، وكذلك منطقة الساقي
حيث يمتد 
النخيل
 لأكثر من ثلاثة كيلو مترات بالإضافة إلى المناطق الجبلية 
والمناظر
 الطبيعية الخلابة 
وأشجار
 السمر
المنتشرة بكثافة.
```

أما الآثار فالشبحة فيها الكثير من الـآثار التي أهملها السكان لعدم درايتهم بأهميتها فمن البيوت المبنية من الحجر[ ؟ ] (القصور) إلى النقوش الموجودة على الحجر والتي تشاهدها في كثير من المواقع إضافة إلى ما يوجد في القصور من أواني ومعدات قديمة جداً.

## أهم ما تشتهر به قرية الشبحة
```
بالإضافة إلى ماسبق ذكره من مميزات مناخية طبيعية وثروات تاريخية فإن الشبحة تتميز بما يلي :-
```

أولاً / زراعة القمح الطبيعي (الزرعّية) الخالي من أي إضافات كيماوية أو أسمدة والذي ينمو عقب سقوط الأمطار ويكون سقياه عن طريق الأرض المشبعة بمياه الأمطار فقط.
ثانياً / عسل الجبال الطبيعي وهو من النوعيات المميزة جداً في المنطقة الغربية .
ثالثاً / إنتاج السمن بكميات كبيرة وهو من أجود أنواع السمن.